# Noah Tolf
Noah Tolf, född 13 augusti 2005 i Alingsås, är en svensk fotbollsspelare som spelar för IFK Göteborg. 

## Karriär
I november 2024 skrev han på sitt första a-lagskontrakt med klubben, som sträcker sig till 2028. Tolf som mestadels spelat som mittfältare tidigare i sin karriär blev inför säsongen 2025 omskolad till vänsterback av IFK Göteborgs seniorlag.